# Ugo di Lotaringia
Ugo di Lotaringia (855/860 – dopo l'895) è stato un duca franco della contea d'Alsazia dall'867 all'869 e pretendente al trono del regno di Lotaringia dall'869 alla sua morte.

## Origine
Figlio primogenito del re di Lotaringia Lotario II e della seconda moglie, Waldrada, scomunicata in quanto considerata concubina, da papa Nicola I.

## Biografia

In celeste la contea d'Alsazia

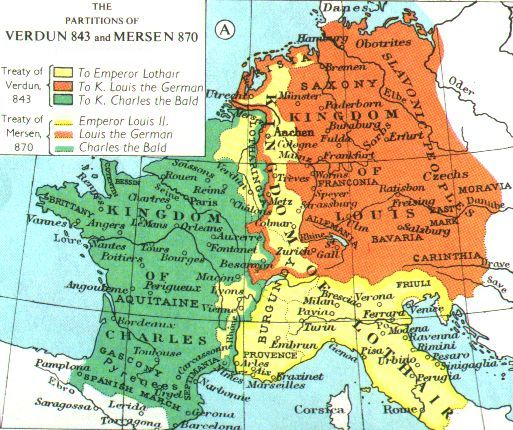
Spartizione della Lotaringia (Trattato di Meerssen dell'870), descritta dalla riga marrone.

Nell'858, molto probabilmente dopo la nascita di Ugo, suo padre, Lotario II, aveva allontanato la moglie, Teoberga (o Teutberga † prima del 25 novembre 875), sostituendola, a corte, con la propria amante, la madre di Ugo, Waldrada, e, nel febbraio 860, aveva convocato un concilio ad Aquisgrana (o Aix-la-Chapelle), dove di fronte ai vescovi di Lotaringia, la regina Teoberga confessò le sue colpe e fu condannata, per cui fu imprigionata, ma il sinodo non si pronunciò sulla possibilità del secondo matrimonio.
Nell'861, poi Lotario II, secondo la Chronica Albrici Monachi Trium Fontium, aveva ripudiato Teoberga e, nell'862,con l'appoggio del fratello, l'imperatore, Ludovico (o Luigi) II e dello zio, il re dei Franchi orientali, Ludovico il Germanico, Lotario II aveva convocato un secondo concilio ad Aquisgrana, dove il sinodo dei vescovi aveva annullato il matrimonio con Teoberga, per cui era finalmente libero di sposare Waldrada. Secondo l'Herimanni Augiensis Chronicon, il matrimonio fu celebrato nello stesso anno (862), dopo che il legame con Teoberga era stato sciolto, col favore del vescovo di Treviri, Thetgaud (Dietgold), e dell'arcivescovo di Colonia, Ghunter, che, secondo lo storico Baron Ernouf, erano rispettivamente fratello e zio di sua madre Waldrada.
Nello stesso anno (863), per volere del papa Niccolò I (820-867, papa 858-867), fu convocato, a Metz, un sinodo di vescovi Franchi nel quale si confermò la validità del matrimonio tra Lotario e Waldrada, basandosi su un preteso matrimonio tra Lotario e Waldrada, precedente all'unione di Lotario con Teoberga.
Ma l'abate Uberto, fratello di Teoberga, intervenne presso il Papa Nicola I che, venuto a conoscenza di ciò che era accaduto al sinodo, sconfessò i suoi legati e annullò le decisioni prese a Metz.
Allora Lotario II, abbandonato da tutti, si appellò al papa dichiarandosi disposto ad accettare ogni sua decisione.
Teoberga, che, nel frattempo si era rifugiata nell'abbazia di Avenay, sotto la protezione dello zio di Lotario II, il re dei Franchi occidentali, Carlo il Calvo, rientrata in Lotaringia accompagnata dal legato papale, Arsenio, fu investita delle insegne della sovranità, mentre sua madre, Waldrada, essendo state dichiarate nulle le sue nozze, fu costretta a partire per Roma, con Arsenio, per discolparsi di fronte al papa.
Waldrada però, giunta a Pavia, elusa la sorveglianza del legato papale, rientrò in Lotaringia, dove, secondo il Folcuini Gesta Abbatum Lobiensium, sia lei che Lotario II, sempre nell'865, furono raggiunti dalla scomunica papale e Ugo e le sorelle, nate nel frattempo, furono dichiarati bastardi.
Nell'867, secondo gli Annales Bertiniani, il padre lo nominò duca della contea d'Alsazia.
Alla morte del padre, l'8 agosto 869 vicino a Piacenza, di ritorno da Roma, dove aveva perorato la causa del suo matrimonio con papa Adriano II (792-872, papa 867-872), non poté entrare in possesso dell'eredità paterna, in quanto era stato dichiarato bastardo. L'eredità sarebbe spettata al fratello di suo padre l'imperatore Ludovico II, il quale era impegnato in Italia, ma soprattutto non aveva un grosso seguito tra i nobili di Lotaringia, gli zii Ludovico il Germanico e Carlo il Calvo, che invece avevano parecchi sostenitori tra la nobiltà della Lotaringia, poterono reclamare la successione, impossessandosi dei domini del nipote, e, l'anno seguente sancirono la spartizione col Trattato di Meerssen.
Carlo il Calvo che aveva occupato l'Alsazia, tolse ad Ugo l'Alsazia che, col Trattato di Meerssen, fu annesso al regno orientale.
Ugo, da quel momento fu pretendente al trono di Lotaringia e, per una quindicina d'anni, tentò di recuperare l'Alsazia.
Secondo il Conventu Compendiensi, Ugo, che non accettava la situazione e si ribellava, nell'878, fu scomunicato da papa Giovanni VIII, in quanto figlio illegittimo.
Ugo infatti aveva osato sfidare il nuovo re dei Franchi occidentali, Luigi il Balbo e dopo la morte di quest'ultimo, nell'879, il suo successore, Luigi III, che alleatosi col fratello il re di Aquitania, Carlomanno II e col cugino, il re di Alemannia, da poco eletto re d'Italia e (e futuro imperatore), Carlo il Grosso, nell'880, sconfisse Ugo, costringendolo a fuggire. Ugo, alleatosi al cognato, il marito della sorella Berta, Tebaldo d'Arles, fu ancora sconfitto dalle truppe di Ludovico II, comandate da Enrico di Franconia, assieme ad Adalardo il Siniscalco,.
Ugo allora, a Gondreville fece pace con Ludovico III il Giovane, che gli fece dono dell'abbazia di Lobbes.
Dopo la morte di Ludovico III il Giovane, Carlo il Grosso, che gli era succeduto come re dei Franchi orientali, nell'882, fece dono a Ugo del vescovado di Metz, con tutte le sue proprietà, ma Ugo si ribellò e ancora una volta sconfitto, dovette rifugiarsi in Borgogna.
Ugo, per poter riconquistare il suo l'Alsazia ed il regno di suo padre, si ribellò, per l'ultima volta, nell'884, alleandosi con i Normanni della Frisia, guidati da Goffredo, che, nell'882, aveva sposato sua sorella, Gisella (860-908).
Carlo il Grosso, che, in quello stesso anno, aveva riunito sotto la sua corona imperiale tutti i regni che erano stati di suo nonno, Ludovico il Pio e prima di lui di Carlomagno inviò contro i ribelli le sue truppe guidate da Enrico di Franconia, che, nell'885, prima attirò in un tranello Goffredo, che fu trucidato coi suoi pochi accompagnatori, disperdendo i suoi Normanni, poi invitò Ugo a Gondreville, dove lo fece prigioniero e per ordine di Carlo il Grosso, lo fece accecare.
Ugo prima fu inviato in Alemannia, nel monastero di Fulda, poi fu trasferito nel monastero di San Gallo, ed infine fu rinchiuso nel monastero della abbazia di Prüm, dove, al tempo del re Sventiboldo fu tonsurato dove morì non molto tempo dopo (ca. 895), e dove molto probabilmente fu tumulato.

## Discendenza
Nell'883, Ugo, secondo il cronista Reginone, sposò, come quarto marito, Friderada, che da poco era vedova di Wicberto(o Witbert ucciso in quell'anno), e poco prima era rimasta vedova del secondo marito, il conte Bernario (giustiziato sempre in quell'anno), che aveva sposato dopo la morte del primo marito, Engilrammo († ca. 880), a cui aveva dato una figlia. I due non ebbero figli.

## Ascendenza
|                          |   |                       | Genitori                |  |  | Nonni |  |  | Bisnonni        |  |  | Trisnonni   |  |
|                          |   |                       |                         |  |  |       |  |  | Ludovico il Pio |  |  | Carlo Magno |  |
|                          |   |                       |                         |  |  |       |  |  | Ludovico il Pio |  |  | Carlo Magno |  |
|                          |   | Ildegarda             |                         |  |  |       |  |  | Ludovico il Pio |  |  |             |  |
| Lotario I                |   |                       |                         |  |  |       |  |  | Ludovico il Pio |  |  |             |  |
|                          |   | Ermengarda di Hesbaye | Ingramm di Hesbaye      |  |  |       |  |  |                 |  |  |             |  |
|                          |   | Ermengarda di Hesbaye | Ingramm di Hesbaye      |  |  |       |  |  |                 |  |  |             |  |
|                          |   | Ermengarda di Hesbaye | Rotrude                 |  |  |       |  |  |                 |  |  |             |  |
| Lotario II di Lotaringia |   | Ermengarda di Hesbaye |                         |  |  |       |  |  |                 |  |  |             |  |
|                          |   | Ugo di Tours          | Liutfrido II di Sundgau |  |  |       |  |  |                 |  |  |             |  |
|                          |   | Ugo di Tours          | Liutfrido II di Sundgau |  |  |       |  |  |                 |  |  |             |  |
|                          |   | Ugo di Tours          | Iltrude di Wormsgau     |  |  |       |  |  |                 |  |  |             |  |
| Ermengarda di Tours      |   | Ugo di Tours          |                         |  |  |       |  |  |                 |  |  |             |  |
|                          |   | Ava/Bava              | …                       |  |  |       |  |  |                 |  |  |             |  |
|                          |   | Ava/Bava              | …                       |  |  |       |  |  |                 |  |  |             |  |
|                          |   | Ava/Bava              | …                       |  |  |       |  |  |                 |  |  |             |  |
| Ugo di Lotaringia        |   | Ava/Bava              |                         |  |  |       |  |  |                 |  |  |             |  |
|                          | … | …                     |                         |  |  |       |  |  |                 |  |  |             |  |
|                          | … | …                     |                         |  |  |       |  |  |                 |  |  |             |  |
|                          | … | …                     |                         |  |  |       |  |  |                 |  |  |             |  |
| …                        | … |                       |                         |  |  |       |  |  |                 |  |  |             |  |
|                          |   | …                     | …                       |  |  |       |  |  |                 |  |  |             |  |
|                          |   | …                     | …                       |  |  |       |  |  |                 |  |  |             |  |
|                          |   | …                     | …                       |  |  |       |  |  |                 |  |  |             |  |
| Waldrada di Wormsgau     |   | …                     |                         |  |  |       |  |  |                 |  |  |             |  |
|                          |   | …                     | …                       |  |  |       |  |  |                 |  |  |             |  |
|                          |   | …                     | …                       |  |  |       |  |  |                 |  |  |             |  |
|                          |   | …                     | …                       |  |  |       |  |  |                 |  |  |             |  |
| …                        |   | …                     |                         |  |  |       |  |  |                 |  |  |             |  |
|                          |   | …                     | …                       |  |  |       |  |  |                 |  |  |             |  |
|                          |   | …                     | …                       |  |  |       |  |  |                 |  |  |             |  |
|                          |   | …                     | …                       |  |  |       |  |  |                 |  |  |             |  |
|                          |   | …                     |                         |  |  |       |  |  |                 |  |  |             |  |

### Fonti primarie
- (LA)  Monumenta Germaniae Historica, Scrptores tomus V.
- (LA)  Monumenta Germaniae Historica, Scrptores tomus XXIII.
- (LA)  Annales Bertiniani.
- (LA)  Monumenta Germaniae Historica, Scrptores tomus I.
- (LA)  Monumenta Germaniae Historica, Scrptores tomus IV.
- (LA)  Monumenta Germaniae Historica, Scrptores tomus XIII.
- (LA)  Rerum Gallicarum et Francicarum Scriptores, tomus IX.

### Letteratura storiografica
- René Poupardin, I regni carolingi (840-918), in Storia del mondo medievale, vol. II, 1979, pp. 583–635
- Allen Mayer, I vichinghi, in Storia del mondo medievale, vol. II, 1979, pp. 734–769
- (FR) archive.org,  https://archive.org/stream/histoiredewaldra00ernouoft#page/n8/mode/1up. URL consultato il Baron Ernouf (1858) Histoire de Waldrade, de Lother II et de leurs descendants (Paris).